# Brusnica (Doboj)
Brusnica (szerbül: Брусница), lakatlan település Bosznia-Hercegovinában, a Szerb Köztársaság északi régiójában Doboj községben. Brusnica falunak a Szerb Köztársaság területéhez került kisebb, lakatlan része.

## Fekvése
A település Bosznia-Hercegovina északi részén, Dobojtól légvonalban 15, közúton 22 km-re délre, a Boszna-folyótól keletre az Ozren-hegység nyugati részén, 253-617 méteres magasságban,  található.

## Népessége
| Nemzetiségi csoport | Népesség 1991 | Népesség 2013 |
| ------------------- | ------------- | ------------- |
| Szerb               | 252           | 0             |
| Bosnyák             | 0             | 0             |
| Horvát              | 0             | 0             |
| Jugoszláv           | 3             | 0             |
| Egyéb               | 1             | 0             |
| Összesen            | 256           | 0             |

## Története
A település 1878-ig tartozott az Oszmán Birodalomhoz, ekkor a berlini kongresszus határozata alapján az Osztrák-Magyar Monarchia része lett. 1879-ben az első osztrák-magyar népszámlálás során a Maglaji járáshoz és Orahovica Turska községhez tartozó Brusnica településnek 29 háztartása és 181 ortodox lakosa volt. 1910-ben a Maglaji járáshoz tartozó településen 43 háztartást, 260 ortodox lakost találtak. A monarchia szétesésével 1918-ban előbb a Szerb-Horvát-Szlovén Királyság, majd 1929-től a Jugoszláv Királyság része lett. 1921-ben a Maglaji járáshoz tartozó községnek 147 lakosa volt, mind muszlimok. Az 1929-es törvény értelmében, amikor Bosznia-Hercegovinát négy banovinára, Drinskára, Vrbaskára, Zetskára és Primorskára osztották, a település a Vrbaska banovina része lett, amelynek székhelye Banja Luka volt.
A második világháborúban Jugoszlávia megszállása után a Független Horvát Állam (NDH) része lett. A második világháború után 1992-ig a település a szocialista Jugoszlávia keretében a Bosznia-Hercegovinai Népköztársaság része volt. A boszniai háborút lezáró daytoni békeszerződés rendelkezése alapján az ország területét felosztották a Bosznia-hercegovinai Föderáció és a boszniai Szerb Köztársaság között.  A békeszerződés utáni területmegosztási megállapodás értelmében a település kisebb része a Boszniai Szerb Köztársasághoz és Doboj községhez került, míg a település területének nagyobbik része a Bosznia-hercegovinai Föderáció Zenica-Doboji kantonjában levő Maglaj község területénél maradt.